# Vidámpark

Csipkerózsika kastélya az anaheimi Disneyland Parkban

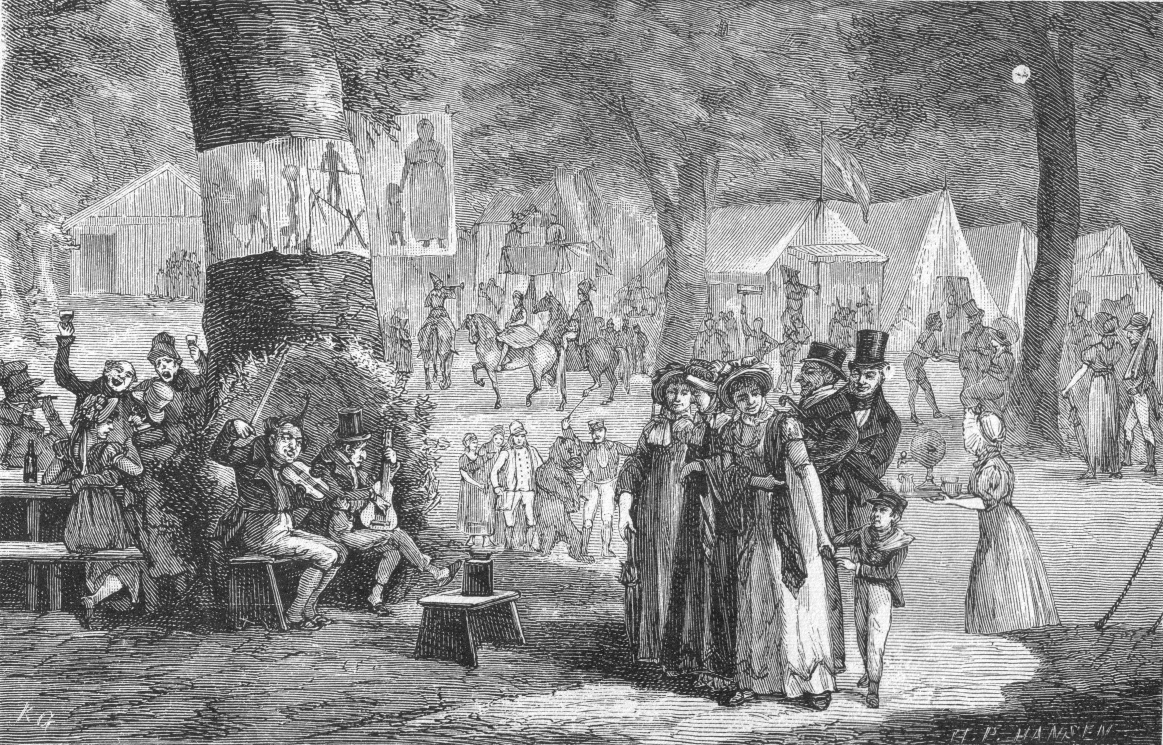
Dyrehavsbakken, az első vidámpark

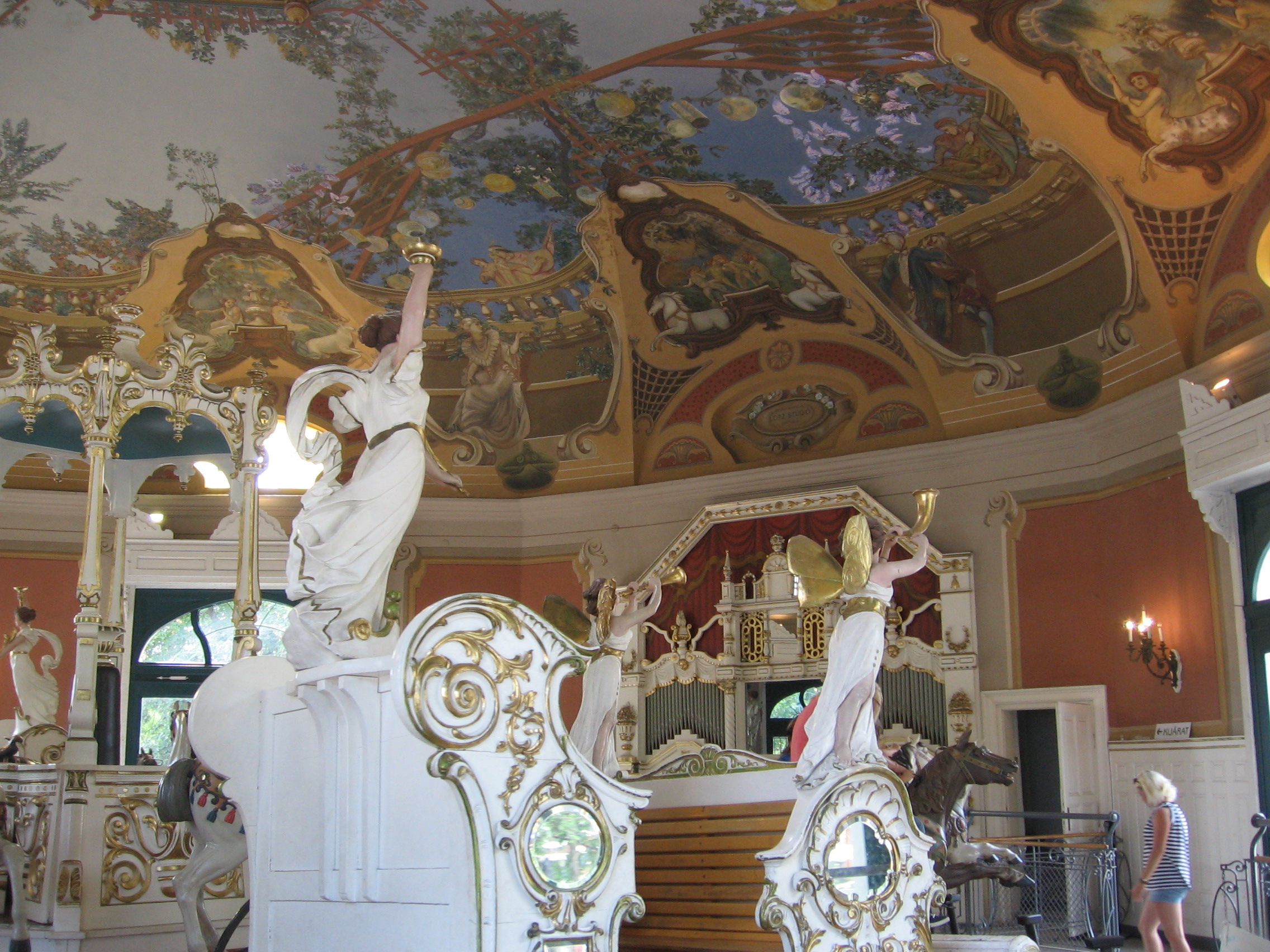
A Fővárosi Állat- és Növénykert műemlék körhintája

A vidámpark, szórakoztató park vagy témapark tömegek szórakoztatására egybegyűjtött attrakciók (mutatványok) és más szórakoztató tevékenységek együttes megnevezése. Egy vidámpark komplexebb, mint egy városi park vagy játszótér, általában gyerekek, tinédzserek és felnőttek szórakoztatására is alkalmas.
A legrégebbi vidámpark az 1583-ban megnyílt Dyrehavsbakken (Bakken) Klampenborgben, Koppenhága (Dánia) északi részén. A legtöbb vidámpark helyhez kötött, míg léteznek utazó vidámparkok. Ez utóbbiak néhány napig vagy hétig működnek egy-egy helyen, majd továbbköltöznek. Az Egyesült Államokban a világkiállítások, expók is befolyást gyakoroltak a vidámparkipar fejlődésében.

## Kialakulása
Az időszakos vásárok, mint például az 1543-ban Angliában indult Bartholomew Fair voltak a mai modern vidámparkok ősei. Az Erzsébet-kori időkben a vásárok bővültek a szórakozással, játékokkal, étellel, karneváli műsorokkal. Az Oktoberfest sem egy egyszerű sörfesztivál, de vidámparki elemei is vannak azóta, amióta Münchenben első alkalommal tartották 1810-ben. Az Egyesült Államokban a vidéki és állami vásárok szintén a vidámparkok kialakulásának részei. Ezek az évente megrendezett események általában egy vagy két hetesek voltak, melyekkel a jó termést ünnepelték meg. A vásárokon állatbemutatók, sütő- és főzőversenyek is voltak.
A legtöbb vidámpark állandó helyszínen található, ellentétben a karneválokkal, utazó vidámparkokkal. Ezek az átmeneti szórakoztató parkok évente néhány napra vagy hétre nyitnak ki, mint a farsangi mutatványosok, bazárok vagy az egyesült államokbeli, gyakran üres telkeken vagy parkolókban megnyitott átmeneti vásárhelyek. Ezeknek a vásároknak az átmeneti jellege is azt az üzenetet közvetíti a látogatók felé, mintha más korban, más helyen járnának.

## Témaparkok
Az angol köznyelvben a témaparkot gyakran a szórakoztató park szinonimájaként használják. Valójában a témapark a vidámpark egy sajátos formája: a témapark terepe, épületei és attrakciói egy vagy több központi téma köré szerveződnek.
A témaparknak nem kell feltétlenül több téma köré épülnie. A szórakoztató parkok hosszú története során számos park folyamatosan fejlődő dizájnjába és működésébe vegyítettek tematikus elemeket, így témaparkká fejlesztve azokat; ennek ellenére az első, kimondottan témaparknak tervezett vidámparkot, az Indiana állambeli Santa Claus Landet (jelenleg Holiday World & Splashin' Safari néven üzemel) csak 1946-ban nyitották meg. A kaliforniai Anaheimben működő, több témaparkot egyetlen vidámparkba foglaló Disneylandről hiszik sokan tévesen, hogy az volt a világ első tematikus szórakoztató parkja.

## A világ 10 legnagyobb vidámpark/témapark üzemeltetője
| Vidámpark üzemeltető társaság        | cég központja | Látogatók száma (ezer), 2023 |
| Disney Experiences                   | USA           | 142083                       |
| Fantawild Group                      | Kína          | 85690                        |
| Merlin Entertainments Group          | UK            | 62100                        |
| Universal Destinations & Experiences | USA           | 60810                        |
| Chimelong Group                      | Kína          | 36090                        |
| Happy Valley Group China             | Kína          | 35710                        |
| Cedar Fair Entertainment Company*    | USA           | 26700                        |
| Six Flags Inc.*                      | USA           | 22206                        |
| United Parks & Resorts Inc.          | USA           | 21606                        |
| Parques Reunidos                     | Spanyolország | 19340                        |

2024. július 1-jével a Cedar Fair Entertainment Company és a Six Flags Inc. egyesülésére került sor, az új társaság a továbbiakban a Six Flags néven folytatja a tevékenységét.

## Vidámparkok Magyarországon

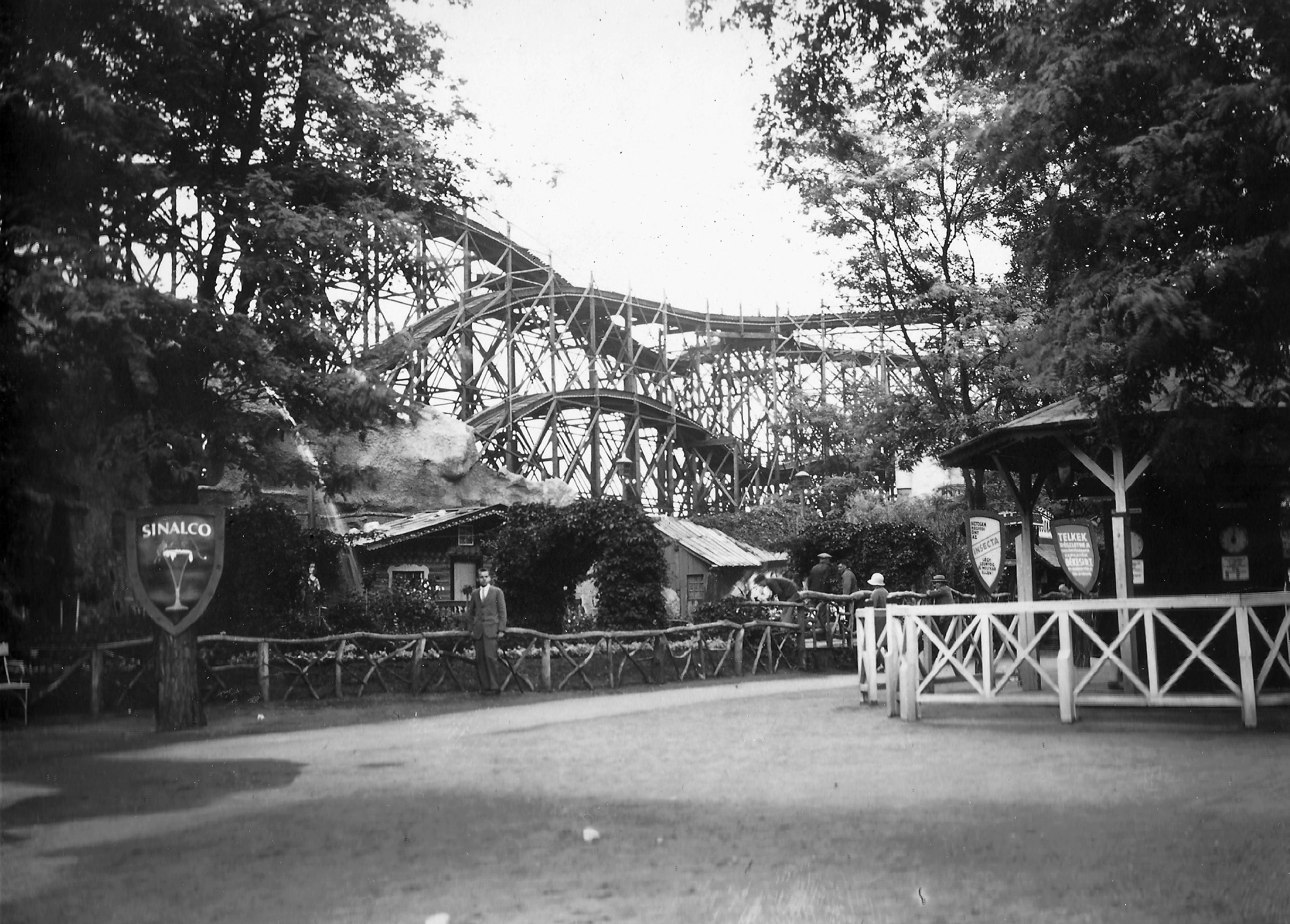
A Hullámvasút a budapesti Vurstliban 1928-ban

Napjainkban állandó létesítményként egy sem üzemel Magyarországon. A debreceni vidámpark 1960-ban nyílt meg, de 1961-től a Nagyerdei Kultúrpark része.
A legtöbb vidámpark a rendszerváltás környékén zárt be. Vidámpark működött például Budapesten, Dunaújvárosban, Oroszlányban, Pécsett és Székesfehérvárott is. A Budapesti Vidám Parkot 2013-ban bezárták, és a területet a Fővárosi Állat- és Növénykerthez csatolták. A Pécsi Vidámpark területe ma teljesen elhagyatott, ezzel szemben az egykori fehérvári vidámpark helyén 2014 óta a Koronás Parknak nevezett nagy területű játszótér található.
A dunaújvárosi park területén jelenleg futballpálya és kalandpark üzemel. Oroszlányban a park minden épületét elbontották, csak egy-két betonalap áll még. 

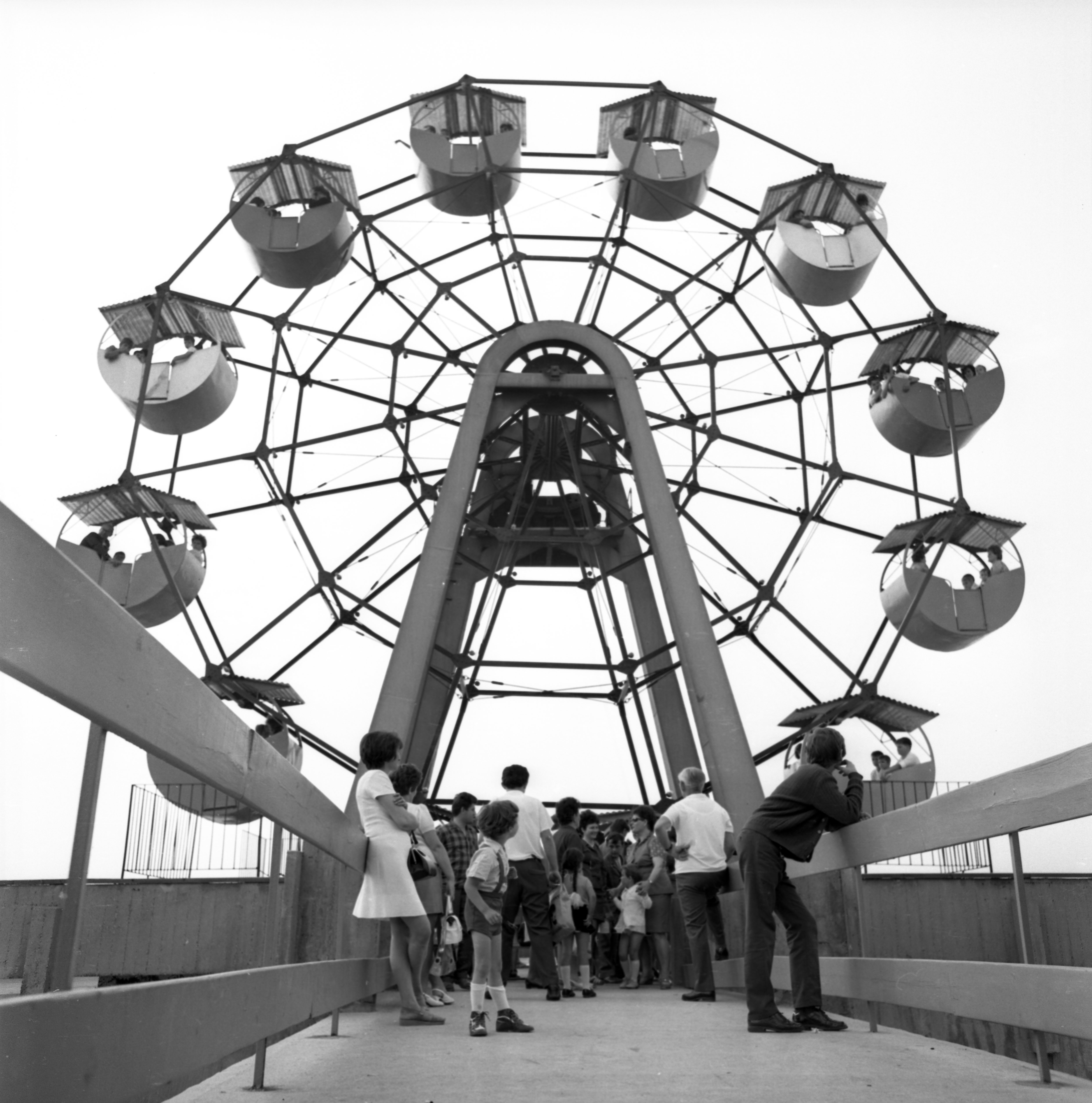
A székesfehérvári vidámpark óriáskereke

Hajdúszoboszlón a nyári szezonban működik egy színvonalas vidámpark, különféle játékokkal kicsiknek és nagyoknak: nyereményjátékok, dodzsem, gyerekhinták, ugrálóvár, jumping, Extrém hinta, 30 méteres láncos körhinta, Saltamontes show, 12D-s mozi.  2021 nyarától kezdve Óriáskerék is várja a látogatókat!

## Vidámparkok Európában
Európa országaiban számos vidámpark/témapark, vagy szórakoztató park és vízi szórakozási lehetőséget biztosító komplexum található. Az AECOM sorrendje alapján 2023. évben az alábbi vidámparkok voltak a leglátogatotabbak:
| Park neve                        | ország             | város                            | megnyitása          | üzemeltető                        | látogatók száma (ezer fő), 2023 |
| Disneyland Park (Paris)          | Franciaország      | Marne-la-Vallée (Párizs mellett) | 1992                | Disney Experiences                | 10400                           |
| Europa-Park                      | Németország        | Rust (Baden)                     | 1975                | Europa-Park GmbH & Co Mack KG.    | 6000                            |
| Walt Disney Studios Park (Paris) | Franciaország      | Marne-la-Vallée (Párizs mellett) | 2002                | Disney Experiences                | 5700                            |
| Efteling                         | Hollandia          | Kaatsheuvel                      | 1952                | Efteling Nature Park Foundation   | 5560                            |
| Tivoli Gardens                   | Dánia              | Koppenhága                       | 1843                | Tivoli A/S                        | 4031                            |
| PortAventura                     | Spanyolország      | Salou                            | 1995, (2002 resort) | Investindustrial                  | 3975                            |
| Gardaland                        | Olaszország        | Castelnuovo del Garda            | 1975                | Merlin Entertainments             | 3070                            |
| Parc Astérix                     | Franciaország      | Plailly                          | 1989                | Compagnie des Alpes               | 2815                            |
| Le Puy du Fou                    | Franciaország      | Les Epesses                      | 1978 (1989)         | Association du Puy du Fou         | 2500                            |
| Legoland Windsor                 | Egyesült Királyság | Windsor                          | 1996                | Merlin Entertainments             | 2420                            |
| Alton Towers                     | Egyesült Királyság | Staffordshire                    | 1980                | Merlin Entertainments             | 2350                            |
| Legoland Billund                 | Dánia              | Billund                          | 1968                | Merlin Entertainments             | 2350                            |
| Liseberg                         | Svédország         | Göteborg                         | 1923                | Göteborgs stad                    | 2300                            |
| Phantasialand                    | Németország        | Brühl (Rheinland)                | 1967                | Schmidt-Löffelhardt GmbH & Co. KG | 2140                            |
| Parque Warner                    | Spanyolország      | Madrid                           | 2002                | Parques Reunidos                  | 2000                            |
| Futuroscope                      | Franciaország      | Chasseneuil-du-Poitou            | 1987                | Compagnie des Alpes               | 1975                            |
| Heide Park                       | Németország        | Soltau                           | 1978                | Merlin Entertainments             | 1680                            |
| Thorpe Park                      | Egyesült Királyság | Chertsey                         | 1979                | Merlin Entertainments             | 1620                            |
| Legoland Deutschland             | Németország        | Günzburg                         | 2002                | Merlin Entertainments             | 1575                            |

## Vidámparkok a világban
Az AECOM sorrendje alapján 2023. évben a világon az alábbi vidámparkok (top10) voltak a leglátogatotabbak:
| Park neve                                      | ország        | város                                      | megnyitása | üzemeltető                           | látogatók száma (ezer fő), 2023 |
| Magic Kingdom Park (Walt Disney World Resort)  | USA           | Lake Buena Vista, Florida (Olando mellett) | 1971       | Disney Experiences                   | 17720                           |
| Disneyland (Anaheim)                           | USA           | Anaheim, Kalifornia (Los Angeles része)    | 1955       | Disney Experiences                   | 17250                           |
| Universal Studios Japan                        | Japán         | Oszaka                                     | 2001       | Universal Destinations & Experiences | 16000                           |
| Tokyo Disneyland                               | Japán         | Tokió                                      | 1983       | The Oriental Land Company            | 15100                           |
| Shanghai Disneyland                            | Kína          | Sanghaj                                    | 2016       | Disney Experiences                   | 14000                           |
| Chimelong Ocean Kingdom                        | Kína          | Zhuhai, Kuangtung                          | 2014       | Chimelong Group                      | 12520                           |
| Tokyo DisneySea                                | Japán         | Urayasu, Csiba prefektúra                  | 2001       | The Oriental Land Company            | 12400                           |
| Epcot (Walt Disney World Resort)               | USA           | Lake Buena Vista, Florida (Olando mellett) | 1982       | Disney Experiences                   | 11980                           |
| Disneyland Park (Disneyland Paris)             | Franciaország | Marne-la-Vallée (Párizs mellett)           | 1992       | Disney Experiences                   | 10400                           |
| Disney's Hollywood Studios (Walt Disney World) | USA           | Lake Buena Vista, Florida (Olando mellett) | 1989       | Disney Experiences                   | 10300                           |

## Ajánlott irodalom
- Dr. Puczkó László – Dr. Rátz Tamara: A tematikus park mint turisztikai attrakció

## Fordítás
- Ez a szócikk részben vagy egészben az Amusement park című angol Wikipédia-szócikk ezen változatának fordításán alapul.  Az eredeti cikk szerkesztőit annak laptörténete sorolja fel. Ez a jelzés csupán a megfogalmazás eredetét és a szerzői jogokat jelzi, nem szolgál a cikkben szereplő információk forrásmegjelöléseként.